# James Emerson Tennent
James Emerson Tennent, né James Emerson (7 avril 1804 – 6 mars 1869), 1er baronnet, est un politicien et voyageur irlandais.

## Biographie

### Jeunesse en Irlande et voyages
Né en 1804 à Belfast, il est le troisième fils d'un marchand du nom de William Emerson. Il fait son éducation à la Belfast Academy et au Trinity College, à Dublin, et devient Doctor of Laws. Plus tard, il défend la cause pour l'indépendance grecque et part pour la Grèce, où il publie plusieurs livres : Picture of Greece en 1826, Letters from the Aegean en 1829 et a History of Modern Greece en 1830. En 1831, il est nommé au barreau anglais à Lincoln's Inn. Durant la même année, il se marie à la fille et cohéritière (avec son cousin, Robert James Tennent) de William Tennent, un riche marchand de Belfast, qui meurt du choléra en 1832, et adopte ainsi par licence royale, le nom de sa femme en complément du sien. Il a eu deux filles et un fils, Sir William Emerson Tennent.
En 1832, il entre au parlement en tant que député de Belfast. Il devient Secrétaire du Tableau de Contrôle (Secretary to the Board of Control) en 1841. 

### Administrateur au Ceylan britannique
EN 1843, il est adoubé et nommé secrétaire colonial du Sri Lanka, où il est resté jusqu'en janvier 1851. Il assurera même l'intérim de la gouvernance du Ceylan Britannique.
Pendant sa présence et en tant que fervent chrétien, il supervise l'évolution du christianisme à Ceylan, en tolérant les divergences de culte, les Églises chrétiennes non catholiques, qui avaient établi énormément d'écoles dans l'île, ont fait venir des professeurs de Grande-Bretagne; alors que la grande priorité des catholiques fut de construire des églises permanentes.
Le résultat de ses années à Ceylan, maintenant le Sri Lanka, apparaît dans Christianity in Ceylon (Le christianisme à Ceylan) (1850) et Ceylon, Physical, Historical and Topographical (Ceylan, Physique, Historique et Topographique) (2 vol., 1859). Ce dernier est illustré par son compatriote protégé Andrew Nicholl. Le Oxford English Dictionary lui attribue la première utilisation en anglais du terme 'Rogue Elephant' (Eléphant), une traduction du cingalais de hora aliya.

### Politique au Royaume-Uni
À son retour en 1850, il devient député de Lisburn, et secrétaire de Poor Law Board sous Edward Geoffrey Smith Stanley en 1852. De 1852 à 1867, il devient secrétaire permanent du Board of Trade, et à sa retraite, il reçoit la dignité de baronnet.
Tennent est élu Membre de la Royal Society le 5 juin 1862.
En plus des livres mentionnés précédemment, Emerson Tennent écrit également Belgium in 1840 en 1841, Wine: its Duties and Taxation en 1855, The Wild Elephant and The Method Of Capturing It in Ceylon en 1867, Sketches Of The Natural History Of Ceylon en 1868 et il collabore avec des magazines et un correspondant fréquent de Notes and Queries.
Il meurt à Londres le 6 mars 1869.